# ヴァルター・シュテンネス
ヴァルター・フランツ・マリーア・シュテンネス（Walther Franz Maria Stennes、1895年4月12日 - 1983年5月18日）は、ドイツの軍人。国家社会主義ドイツ労働者党（ナチ党）所属の突撃隊指導者。オットー・シュトラッサーと行動を共にしたナチス左派として知られる。

## 第一次世界大戦
1895年、役人のフェリクス・シュテンネスの息子として生まれ、ケルンの陸軍幼年学校で士官候補生として15歳まで教育される。1910年、ベルリン・リヒターフェルデのプロイセン陸軍士官学校に入学し1913年に卒業している。学校ではヘルマン・ゲーリングとゲルハルト・ロスバッハと同期だった。
1914年、第一次世界大戦が始まりシュテンネスは陸軍少尉として従軍。ヴェストファーレン第16歩兵連隊に所属し8月にベルギーで負傷する。シュテンネスは、ドイツ兵とイギリス兵が共にクリスマスを祝うため、互いに親しく交わった1914年の「クリスマス休戦」をフランドルにおいて経験している。
1915年5月、一級鉄十字章を受勲し、ホーエンツォレルン家勲章を1917年6月に叙勲該当される。1918年、リッペ＝デトモルト侯国の戦功十字章、ハンザ十字章、戦傷章銀を受勲している。

## ワイマール時代
1918年12月シュテンネスはヴァイマル共和国軍の中尉として職務につく。エヴァルト・フォン・クライストの命令で「義勇軍シュテンネス」を指揮し、暴徒化した共産主義者達を鎮圧した。1919年7月19日、軍からベルリンの警察の職務に就く。1920年3月でカップ一揆が起こった折、当初は政府を擁護していたが反乱軍に賛同しエアハルト旅団と共に行動する。
1922年2月28日、シュテンネスは警察の職務を辞し、秋に黒い国防軍に参加する。ハーネベルクの司令官として違法に軍事訓練を指導していた。 1923年10月には、ゼーロウにおいて黒い国防軍らによるクーデターに関与した。1920年代、シュテンネスはドイツ政府に対する地下活動を続け、政治的暗殺や武器の提供、情報や暗殺計画に関与していた。一方で、シュテンネスは友人で外相のグスタフ・シュトレーゼマンと関係を保っていた。
1922年、アドルフ・ヒトラー率いる国家社会主義ドイツ労働者党の申し出により、シュテンネスは突撃隊の組織編成に関する提案を受け、突撃隊の指導者にゲーリングを任命するように薦めた。

## ナチ党時代

### 突撃隊
1927年5月、シュテンネスはナチ党に入党する。最初ベルリン大管区の突撃隊指導者に任命され、ベルリン・ブランデンブルク、東プロイセンとポンメルンの集団で編成されていた。
1927年9月30日には、東部ドイツ突撃隊の最高司令官に割り当てられ、彼の指揮下には突撃隊の三分の一が集まった。また、突撃隊最高指導者プフェッファー・フォン・ザロモンの副官に任命される。
1930年ドイツ国会選挙の際、ザロモンやシュテンネスは突撃隊員の立候補者を増やすように要求するがヒトラーに拒否され、ザロモンは突撃隊最高指導者の職を退いた。その後、ヒトラーとナチ党との関係は悪化し、隊員の不満は突撃隊の大部分を占め、特に合法路線で政権獲得を目指す党の方針と戦術的な違いが明確になり、シュテンネスは1923年のミュンヘン一揆以来の暴力的なクーデターを促した。

### シュテンネスの反乱
1930年8月28日、シュテンネスはミュンヘンの党本部に対して、ベルリンの大管区指導者ヨーゼフ・ゲッベルスの解任を要求した。8月30日、シュテンネスら率いる突撃隊は、ゲッベルスが発刊している党機関紙「デア・アングリフ」のベルリン出版本社に攻撃を仕掛けた。事件当時、ゲッベルスはヒトラーと共にブレスラウにいたが連絡を受けベルリンに戻って突撃隊の鎮圧を急いだが、シュテンネスの突撃隊員の数に圧倒され警備の親衛隊員は殴り倒されていた。ゲッベルスは警察に出動を要請してようやくシュテンネスらの暴徒を鎮圧した。その後、ヒトラーはシュテンネスらを説得し、突撃隊の秩序回復のためエルンスト・レームを突撃隊最高指導者に任命する。
4月1日、シュテンネスは突撃隊に対する冷やかな待遇と未だに合法路線を行う党本部の方針に納得せず、再度反乱を起こし、「デア・アングリフ」の出版社を占拠した。シュテンネスは自身の立場を明確に示すため、機関誌を左派的な内容に書き換えばらまいた。しかし、翌日に施設は警察に支援された親衛隊によって包囲され反乱は再び鎮圧される。シュテンネスは党の指導者を原則の裏切り者として非難することによって自身の行動を正当化した。反乱の失敗後、ベルリンにおける彼の影響力は弱まり、ベルリンのSS指導者クルト・ダリューゲとレームの側近のエドムント・ハイネスが頭角を現し、シュテンネスと彼の支持者は党から除名された。
除名後、シュテンネスは対抗組織として国民社会主義ドイツ闘争運動体(NSKD)を組織する。

## 亡命生活
除名後、シュテンネスはナチ党の権力掌握までナチ党の反対闘争を続け、クルト・フォン・シュライヒャーなどとも接触を図った。1932年、シュテンネスは1930年にナチ党から脱党していたオットー・シュトラッサー率いる革命的ナチスと合流する。
1933年のヒトラー内閣成立後、シュテンネスは妻子と共に知り合いの助けを借りてイギリス経由で中華民国に亡命する。中国では蔣介石の軍事顧問として国民党軍の訓練にあたった。彼の指導する軍はプロイセン軍をモデルにしており、国民党軍と警察部隊を再編成するためになされた。また、2,000人強の蔣介石の護衛部隊を編成した。
中国ではドイツの外交官や情報当局、ゲシュタポからの干渉を受けることはなかったが、シュテンネスは常にナチスからの迫害を恐れていた。第二次世界大戦の勃発後、ドイツへの帰還を促されるがこれを拒否した。

## 晩年
1949年にシュテンネスはドイツに帰国する。1951年5月にニーダーザクセン州議会議員選挙にドイツ社会党から立候補するも落選に終わり、その後は隠遁生活に至る。ナチの圧政の犠牲者として自身を認定するよう申請したものの1957年に連邦裁判所から却下されている。しかし、1954年4月のシュテンネスの手紙は、国家社会主義のイデオロギーからの根本的な逸脱が起こる様相を呈している。1983年5月19日、リューデンシャイトにて死去。